# Xenon Racer
Xenon Racer est un jeu vidéo de course développé par le développeur italien 3DClouds et publié par Soedesco pour Microsoft Windows, PlayStation 4, Nintendo Switch et Xbox One. Il a été publié le 26 mars 2019.

## Système de jeu
Xenon Racer est un jeu de course se déroulant en 2030. Les joueurs traversent le long des parcours dans sept endroits différents du monde en utilisant des véhicules qui, selon le jeu, sont connus pour être les dernières voitures à roues car elles ont été remplacées par des véhicules volants.

## Développement
Au début du développement du jeu, le jeu avait été comparé à d'autres jeux de course, tels que F-Zero, Wipeout et Fast RMX.
En février 2019, Soedesco a annoncé un partenariat avec le label de disques canadien Monstercat pour intégrer une partie de la bibliothèque musicale du label dans le jeu.

## Accueil
La version PlayStation 4 de Xenon Racer a reçu des avis « mitigés ou moyens », selon l'agrégateur d'avis Metacritic.